# Sanlifan (köpinghuvudort i Kina, Hubei Sheng, lat 30,84, long 115,27)
Sanlifan är en köpinghuvudort i Kina. Den ligger i provinsen Hubei, i den centrala delen av landet, omkring 98 kilometer öster om provinshuvudstaden Wuhan. Antalet invånare är 57 980. Befolkningen består av 27 300 kvinnor och 30 680 män. Barn under 15 år utgör 15,0 %, vuxna 15-64 år 75 %, och äldre över 65 år 9,0 %.
Runt Sanlifan är det tätbefolkat, med 550 invånare per kvadratkilometer. Närmaste större samhälle är Fengshan, 13,1 km öster om Sanlifan. Trakten runt Sanlifan består till största delen av jordbruksmark.
Genomsnittlig årsnederbörd är 1 868 millimeter. Den regnigaste månaden är juli, med i genomsnitt 305 mm nederbörd, och den torraste är januari, med 48 mm nederbörd.